# Sunwolves
Sunwolves (jap. サンウルブズ, rom. Sanurubuzu) – profesjonalna japońska drużyna w rugby.
Drużyna została założona w 2015 roku i ma siedzibę w japońskiej stolicy Tokio. Debiutowała w 2016 roku w lidze Super Rugby. Kadra składa się z graczy klubów narodowej ligi japońskiej Top League. Drużyna występuje na stadionie Chichibunomiya w Tokio oraz w kompleksie Sports Hub w Singapurze. W swym debiutanckim sezonie 2016 zejęli ostatnie miejsce w swojej konferencji jak i całych rozgrywkach wygrywając i remisując po jednym spotkaniu przegrywając pozostałych 13. Mecze w ramach ligi Super Rugby przeciwko drużynie Melbourne Rebels są również meczami o Trofeum Ganbatte, ustanowionego aby zacieśniać współpracę pomiędzy obydwoma klubami.
W 2019 SANZAAR podjęło decyzję o usunięciu drużyny Sunwolves z rozgrywek Super Rugby po sezonie 2020. 